# Jolanta Kwiatek
Jolanta Maria Kwiatek – polska historyk, dr hab. nauk humanistycznych, profesor nadzwyczajny Instytutu Nauk Pedagogicznych Wydziału Nauk Społecznych Uniwersytetu Opolskiego.

## Życiorys
26 września 1994 habilitowała się na podstawie pracy zatytułowanej Związki Górnego Śląska z Galicją na przełomie XIX i XX wieku. 9 września 2013 uzyskała tytuł profesora nauk humanistycznych. Została zatrudniona na stanowisku profesora w Instytucie Historii na Wydziale Nauk Społecznych Uniwersytetu Opolskiego.
Była profesorem nadzwyczajnym Instytutu Nauk Pedagogicznych Wydziału Nauk Społecznych Uniwersytetu Opolskiego.